# Brownleea
Brownleea is een geslacht uit de orchideeënfamilie en de onderfamilie Orchidoideae.
Het geslacht telt een twintigtal soorten, alle endemisch in Zimbabwe en Zuid-Afrika.

## Naamgeving en etymologie
Het geslacht is vernoemd naar de Schotse botanicus John Brownlee (1791-1871).

## Kenmerken
Brownleea-soorten zijn terrestrische orchideeën. De bloemstengel staat rechtop, met verspreid staande bladeren. De bloeiwijze is een kegelvormige tot langgerekte aar.
De kleine bloemen zijn wit, roomkleurig tot paars, vaak met donkerder paarse stippen. De lip is klein (korter dan het gynostemium) en onverdeeld. Het bovenste kelkblad of sepaal bezit een kort, recht spoor, en vormt samen met de bovenste kroonbladen of petalen een helmpje. De zijdelingse kelkbladen staan uitgespreid. De helmknop staat horizontaal op het gynostemium.

## Habitat en verspreiding
Brownleea-soorten zijn planten van montane graslanden en loofbossen, endemisch voor Zimbabwe en Zuid-Afrika.

## Taxonomie
Het geslacht telt acht soorten. De typesoort is Brownleea parviflora.
- Brownleea caerulea  Harv. ex Lindl. (1842)
- Brownleea galpinii  Bolus (1893)
- Brownleea graminicola  McMurtry (2008))
- Brownleea macroceras  Sond. (1846)
- Brownleea maculata  P.J.Cribb (1977)
- Brownleea mulanjiensis  H.P.Linder (1985)
- Brownleea parviflora  Harv. ex Lindl. (1842) - typesoort
- Brownleea recurvata  Sond. (1846)

Subtribus Brownleeinae · Geslacht: Brownleea 

Subtribus Coryciinae · Geslachten: Ceratandra · Corycium · Disperis · Evotella · Pterygodium 

Subtribus Disinae · Geslachten: Disa · Herschelia · Monadenia · Schizodium

Subtribus Huttonaeinae · Geslacht: Huttonaea 

Subtribus Satyriinae · Geslachten: Pachites · Satyridium · Satyrium